# Bliss systém
Bliss systém je forma alternativní (náhradní) a augmentativní (podpůrné) komunikace, kterou vyvinul Charles K. Bliss. Nechal se inspirovat čínským obrázkovým písmem. Poprvé byl Bliss uveřejněn v publikaci Semantography (1949). Vznikal v letech 1942 až 1965, ale tento systém nenašel ve své době uplatnění. Objevil jej až terapeutický tým ze střediska pro postižené děti v Torontu (1971). V roce 1975 byl založen Institut pro komunikaci se symboly Bliss.
Jedná se o univerzální obrázkovou řeč[ujasnit] s vnitřní systémovou logikou. Původně nebyl tento systém určen pro osoby s postižením, ale byl vytvořen jako univerzální komunikační prostředek, který měl umožnit mezinárodní porozumění.
Symboly, kterých se užívá, jsou poměrně abstraktní, vytvořené z geometrických tvarů. Bliss systém je tvořen 26 základními grafickými prvky, z nichž vzniklo 2 300 symbolů (slov). Což poskytuje poměrně široký slovník. Pro konkrétního uživatele se zpracovává do individuálních komunikačních tabulek.